# Coup d'État de 2019 au Soudan
À l'aube du 11 avril 2019, les forces armées soudanaises ont destitué le président soudanais Omar el-Bechir au cours de la révolution soudanaise. L'armée soudanaise a dissous le gouvernement (en) et le Parlement et annoncé un état d'urgence de trois mois, suivi d'une période de transition de deux ans.

## Déroulement
Ahmed Awad Ibn Auf, qui était à la fois ministre de la Défense (en) et vice-président soudanais, est devenu le chef de l'État de facto, et a également annoncé que la constitution était suspendue et qu'un couvre-feu d'un mois était imposé de 22 h à 4 h. L'état d'urgence est instauré pour trois mois. Les manifestations ont continué malgré le couvre-feu, devant le quartier général de l'armée soudanaise et la résidence présidentielle, pour s'opposer à la prise de contrôle par l'armée du régime. Les médias d'État ont rapporté que tous les prisonniers politiques, y compris les responsables de la manifestation anti-Béchir, étaient en train d'être relâchés.
Le 13 avril, le Congrès national, ex-parti au pouvoir, dénonce le putsch et appelle à la libération de ses dirigeants.

## Réactions internationales
- La France souhaite que « la voix du peuple soudanais soit entendue et que les évolutions en cours se fassent sans violence »[8].
- L'Union africaine estime que « la prise de pouvoir par l'armée n'est pas la réponse appropriée aux défis auxquels est confronté le Soudan et aux aspirations de son peuple »[9]. Le 17 avril, elle adresse un ultimatum de deux semaines aux militaires pour transmettre le pouvoir à une autorité civile[10].
- L’Allemagne, a contrario, y voit une « chance » pour atteindre « une forme de gouvernement démocratique »[11].
- Le Canada félicite le peuple soudanais[12].